# Mallet (cráter)

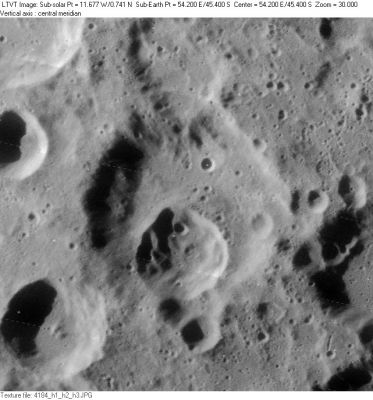
Otra fotografía de la misión Lunar Orbiter 4

Mallet es un cráter de impacto situado en la cara visible de la Luna. Se encuentra junto al largo valle denominado Vallis Rheita, en el accidentado cuadrante sureste lunar. Al noroeste, en la misma formación del valle, aparece el cráter Young.
|  |

Se trata de una vieja formación con un borde exterior desgastado y redondeado. El cráter satélite Mallet A atraviesa la parte suroeste del suelo interior del cráter principal, invadiendo la pared interior suroeste. Mallet B está casi unido al exterior del brocal, a solo unos pocos kilómetros de Mallet A. El Vallis Rheita pasa a través de la parte noreste del borde, formando una cara casi lineal en el contorno exterior. El suelo de Mallet está marcado por un pequeño cráter cerca de la pared interior del lado norte.

## Cráteres satélite
Por convención estos elementos son identificados en los mapas lunares poniendo la letra en el lado del punto medio del cráter que está más cercano a Mallet.
|        | \| Mallet \| Coordenadas \| Diámetro \| \| ------ \| ----------------------------- \| -------- \| \| A \| 45°54′S 53°48′E / -45.9, 53.8 \| 28 km \| \| B \| 46°36′S 52°00′E / -46.6, 52.0 \| 32 km \| \| C \| 44°00′S 53°48′E / -44.0, 53.8 \| 28 km \| \| D \| 46°00′S 57°00′E / -46.0, 57.0 \| 42 km \| \| E \| 45°00′S 54°18′E / -45.0, 54.3 \| 5 km \| \| J \| 48°42′S 55°54′E / -48.7, 55.9 \| 52 km \| \| K \| 47°36′S 57°00′E / -47.6, 57.0 \| 43 km \| \| L \| 47°42′S 55°30′E / -47.7, 55.5 \| 13 km \| |          |
| Mallet | Coordenadas | Diámetro |
| A      | 45°54′S 53°48′E / -45.9, 53.8 | 28 km    |
| B      | 46°36′S 52°00′E / -46.6, 52.0 | 32 km    |
| C      | 44°00′S 53°48′E / -44.0, 53.8 | 28 km    |
| D      | 46°00′S 57°00′E / -46.0, 57.0 | 42 km    |
| E      | 45°00′S 54°18′E / -45.0, 54.3 | 5 km     |
| J      | 48°42′S 55°54′E / -48.7, 55.9 | 52 km    |
| K      | 47°36′S 57°00′E / -47.6, 57.0 | 43 km    |
| L      | 47°42′S 55°30′E / -47.7, 55.5 | 13 km    |